# Birch Creek (Wisconsin)
Birch Creek es un pueblo ubicado en el condado de Chippewa en el estado estadounidense de Wisconsin. En el Censo de 2010 tenía una población de 517 habitantes y una densidad poblacional de 4,28 personas por km².

## Geografía
Birch Creek se encuentra ubicado en las coordenadas 45°14′53″N 91°13′4″O / 45.24806, -91.21778. Según la Oficina del Censo de los Estados Unidos, Birch Creek tiene una superficie total de 120.83 km², de la cual 115.33 km² corresponden a tierra firme y (4.54%) 5.49 km² es agua.

## Demografía
Según el censo de 2010, había 517 personas residiendo en Birch Creek. La densidad de población era de 4,28 hab./km². De los 517 habitantes, Birch Creek estaba compuesto por el 99.23% blancos, el 0.39% eran afroamericanos, el 0% eran amerindios, el 0% eran asiáticos, el 0% eran isleños del Pacífico, el 0% eran de otras razas y el 0.39% pertenecían a dos o más razas. Del total de la población el 0.19% eran hispanos o latinos de cualquier raza.